# Transmission (песня)
«Transmission» (рус. Передача) — песня британской пост-панк-группы Joy Division. Написана членами коллектива Иэном Кёртисом, Питером Хуком, Стивеном Моррисом и Бернардом Самнером. Выпущена в качестве сингла.

## История создания
В середине июля 1979 состоялась звукозаписывающая сессия коллектива в «Central Sound Studios» (Манчестер), целью которой было создание материала для нового сингла группы. В ходе сессии, проходившей под руководством продюсера Мартина Хэннета, музыкантами были записаны четыре песни («Transmission», «Novelty», «Dead Souls» и «Something Must Break»), но в конечном итоге получившийся результат был признан неудачным. Первоначальная версия песни «Transmission», созданная в «Central Sound Studios», впоследствии издавалась исключительно на бутлегах.
Во время следующей сессии, прошедшей 28 июля—4 августа 1979 в «Strawberry Studios» (Стокпорт), материал для нового сингла Joy Division был успешно записан — новые версии песен «Transmission» и «Novelty». В качестве продюсера вновь выступил М. Хэннет.

## Издание сингла
Сингл Joy Division «Transmission» был выпущен в 1979 фирмой звукозаписи Factory Records в формате семидюймовой грампластинки (каталожный номер FAC 13). На стороне «Б» содержится песня «Novelty». В 1980 фирма переиздала сингл с идентичным списком композиций, но в формате двенадцатидюймовой грампластинки и с другой обложкой (каталожный номер FAC 13.12).

## Отзывы о песне
Рецензент Нед Рэггетт («Allmusic») отметил, что «в сферах записи, аранжировки, написания и преподнесения „Transmission“ обладает такой силой, которая также свойственна немногим другим песням». Журналист Энди Лоу («Total Film») охарактеризовал композицию как «суровый приговор бессмысленным развлечениям».

## Список композиций
7" (Factory FAC 13)
| №  | Название       | Длительность |
| -- | -------------- | ------------ |
| 1. | «Transmission» | 3:35         |
| 2. | «Novelty»      | 3:59         |

12" (Factory FAC 13.12)
| №  | Название       | Длительность |
| -- | -------------- | ------------ |
| 1. | «Transmission» | 3:35         |
| 2. | «Novelty»      | 3:59         |